# Wuppertaler Rundschau
Die Wuppertaler Rundschau ist ein wöchentliches Anzeigenblatt mit einem großen redaktionellen Teil, das seit 1977 in Wuppertal verteilt wird. Sie ist Teil der Rheinischen Post Mediengruppe.

## Geschichte
Die Rundschau wird seit 1977 herausgegeben, zunächst mit einer wöchentlichen Ausgabe am Mittwoch (als Wuppertaler Rundschau am Mittwoch). Es gab ein „Stadtbüro“ in der Berliner Straße, das neben Kontakt zum Verlag auch Reisen und Aktionswaren anbot. Später zog es in den Werth.
1980 übernahm die Westdeutsche Zeitung (WZ) den Verlag, die im gleichen Jahr durch der Einstellung der NRZ-Lokalausgabe zum Tageszeitungs-Monopolisten in Wuppertal wurde. Der Rundschau-Redaktionsleiter Hendrik Walder erzählt, dass die Rundschau in dieser Zeit entschieden habe, diese redaktionelle Lücke zu füllen. Die WZ habe die Redaktion nie inhaltlich beeinflusst. In der Folge habe sich die Rundschau in Wuppertal etablieren können. 1982 zog die Redaktion in das Pressehaus der WZ.

Seit 1989 erschien auch am Samstag eine Ausgabe (Wuppertaler Rundschau am Samstag), die zunächst eine geringere Auflage hatte. Ab 1992 gab der Verlag auch die Wülfrather Rundschau heraus. In den 2000er Jahren wurden die Wuppertaler Ausgaben auf 189.000 Exemplare angeglichen. 2001 eröffnete in der Elberfelder Rathaus-Galerie das Rundschau-Büro TOP-Reisen.

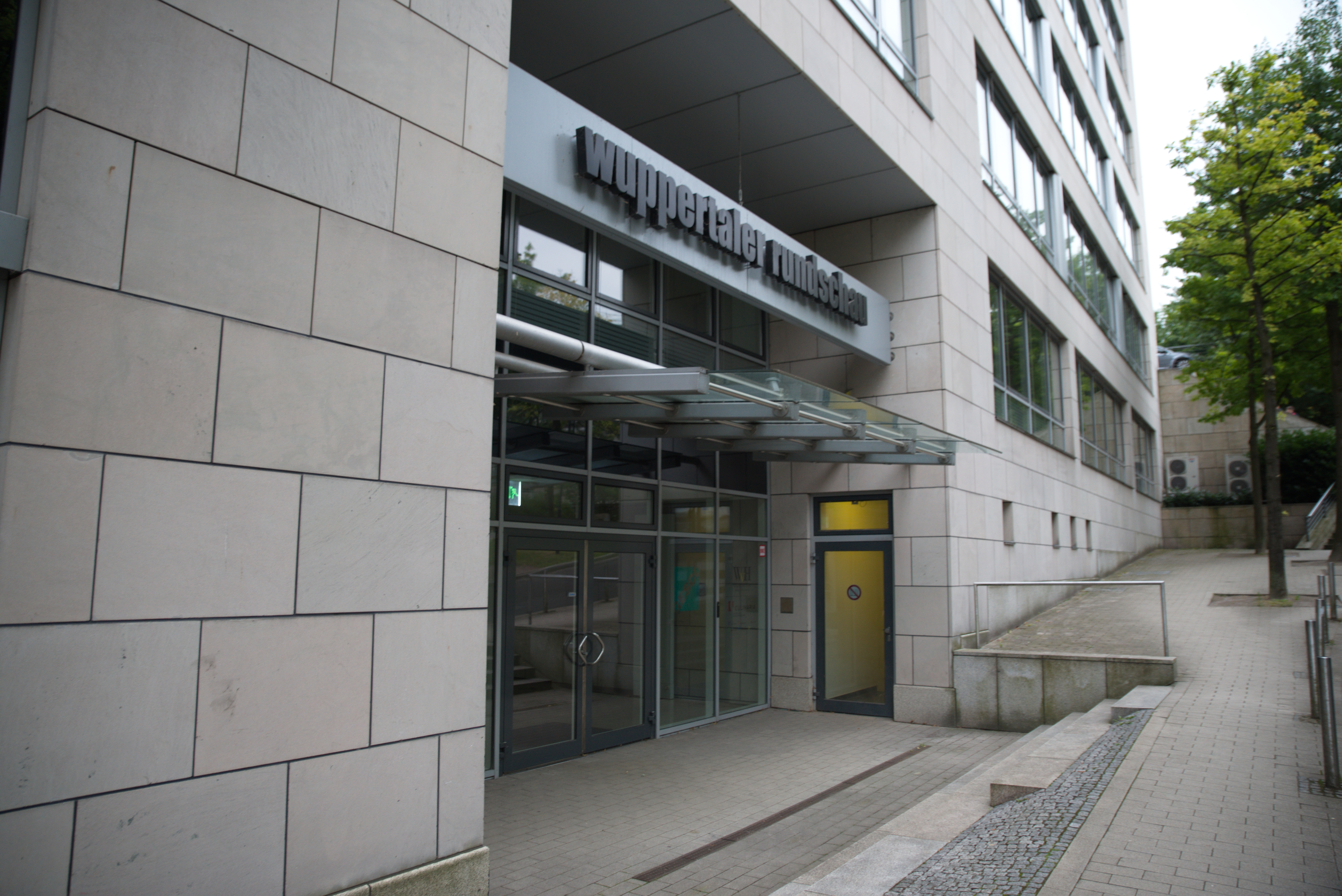
Redaktionseingang am Johannisberg, 2017

2013 verkaufte die Westdeutsche Zeitung die Rundschau an die Rheinisch-Bergische Verlagsgesellschaft, im August 2014 zog die Redaktion aus dem WZ-Pressehaus in die Elberfelder Innenstadt um. Als Folge der COVID-19-Pandemie in Deutschland wurde die Mittwochsausgabe im März 2020 bis auf Weiteres eingestellt, im Herbst 2020 aus demselben Grund ebenfalls die Wülfrather Rundschau. Ende 2020 wurden auch die Büros in Barmen und Elberfeld mit dem Reisegeschäft geschlossen.

## Erscheinungsweise
Nach der Auflagenkontrolle der Anzeigenblätter beträgt die verbreitete Auflage 162.000 Exemplare. Die Homepage der Wuppertaler Rundschau verzeichnete im Dezember 2023 laut Google Analytics insgesamt 3,72 Millionen Seitenaufrufe und 161.520 Nutzerinnen und Nutzer.
Verlag und Redaktion, die auch vier Mal im Jahr das Top Magazin Wuppertal veröffentlichen, befinden sich seit Anfang Juli 2024 an der Ohligsmühle 7–9 in unmittelbarer Nähe der Elberfelder Innenstadt. Gedruckt wird sie im Rheinischen Format bei der Rheinischen Post in Düsseldorf-Heerdt.

## Trivia
Die Mundartband Striekspöen besang die Rundschau auf ihrem Album Ut’m Lewen mit Et Rundschau-Leed.